# Gut Pronstorf

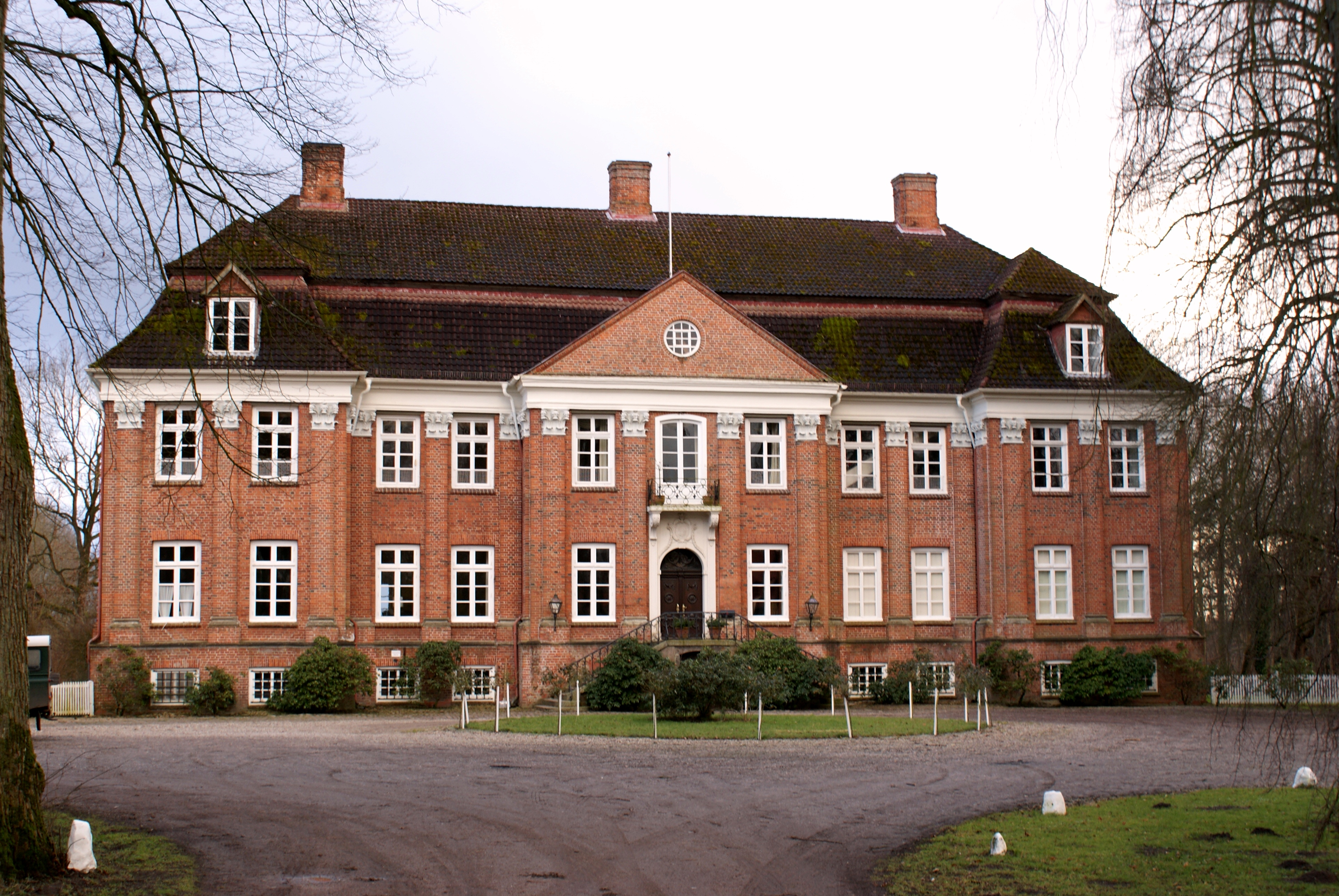
Das Herrenhaus auf Gut Pronstorf, Blick auf die Hoffassade

Das Gut Pronstorf liegt am Wardersee in der Gemeinde Pronstorf, einige Kilometer östlich von Bad Segeberg in Schleswig-Holstein. Das Gut befindet sich im Besitz der Familie Rantzau und wird bis in die Gegenwart bewirtschaftet. Das Herrenhaus aus dem 18. Jahrhundert wird – neben dem Herrenhaus von Gut Güldenstein – zu den Hauptwerken der Barockarchitektur in Holstein gezählt.

## Geschichte
Das Areal des heutigen Guts ist schon seit vielen Jahrhunderten besiedelt. Vor der christlichen Missionierung befand sich hier möglicherweise ein dem Gott Perun gewidmeter Kultplatz der Wenden, woraus sich auch der Name der späteren Siedlung abgeleitet haben könnte. Seit dem Mittelalter war Pronstorf im Besitz der sogenannten Ritter von Pronstorf, die eine Nebenlinie der uradeligen Familie Buchwaldt waren und hier einen befestigen Herrensitz, ein Castrum, besaßen. Aus dieser Burg ging während des 16. Jahrhunderts das Adlige Gut Pronstorf hervor, dass mit kleineren Unterbrechungen bis zum 19. Jahrhundert im Besitz der Buchwaldts blieb.
Während des Dreißigjährigen Krieges wurde Pronstorf 1644 durch schwedische Truppen verwüstet. Bis zum 18. Jahrhundert wurde das Gut wieder aufgebaut und das heutige Herrenhaus ab 1716 errichtet. Am Ende des 19. Jahrhunderts ging Pronstorf durch den Erbgang  nach Kaspar von Buchwaldt an die Breitenburger Linie der Familie Rantzau, in deren Besitz sich das Gut bis heute befindet.

## Gegenwart
Die Gutswirtschaft auf Pronstorf wird bis in die Gegenwart betrieben. Der Fokus des über 1000 Hektar großen Guts liegt auf der Land- und Forstwirtschaft, die Viehwirtschaft hat auf Pronstorf keine Bedeutung mehr. Neben dem Agrarbetrieb wird das Gut touristisch genutzt. Auf dem Gelände finden im Sommer Konzerte des Schleswig-Holstein Musik Festivals statt, zur Weihnachtszeit der Pronstorfer Weihnachtsmarkt. Ab 2008 wurde das einst als Speicher genutzte Torhaus umgebaut, um für Ausstellungen und als Gästehaus zu dienen. Es werden Räumlichkeiten für Kongresse oder Festlichkeiten vermietet. Das Herrenhaus befindet sich in Privatbesitz und ist nicht zugänglich, es kann lediglich begrenzt von außen besichtigt werden.

## Baulichkeiten

### Das Herrenhaus

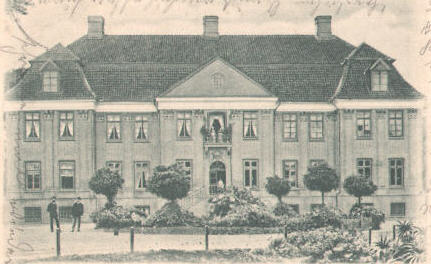
Das Herrenhaus auf Pronstorf um 1900

Das Herrenhaus auf Pronstorf wird auch oft als Schloss bezeichnet. Es gilt als eines der bedeutendsten Werke der profanen Barockarchitektur in Holstein und diente als Vorbild für das 1912 in neobarocken Formen errichtete Herrenhaus auf dem benachbarten Gut Rohlstorf.
Das Haus wurde von 1716 bis 1728 als Nachfolger eines Doppelhauses erbaut. Als Architekten werden Rudolph Matthias Dallin oder Johannes Nicolaus Kuhn vermutet, was allerdings nicht belegt werden kann. Das Herrenhaus ist ein breiter, elfachsiger Bau von einem Keller- und zwei Vollgeschossen unter einem großen Mansarddach. Aus beiden Längsseiten des Gebäudes ragt ein übergiebelter, dreiachsiger Mittelrisalit flach hervor. Die Schmalseiten des Gebäudes sind über eine Breite von zwei Fensterachsen flügelartig hervorgezogen, so dass das Herrenhaus über eine – für holsteinische Verhältnisse – äußerst bewegte Fassadenstruktur verfügt. Der gesamte Bau ist umlaufend mit gemauerten Kolossalpilastern gegliedert. Gegen Ende des 18. Jahrhunderts wurden geringfügige Umbauten an den Fassaden vorgenommen, so zum Beispiel das aus Sandstein gefertigte Portal.
Die Innenausstattung des Pronstorfer Herrenhauses erfolgte ursprünglich im Stil des Barock. Zu Beginn des 19. Jahrhunderts erfolgte eine teilweise Umdekorierung im nunmehr zeitgemäßen Stil des Klassizismus. Als bemerkenswerte Räume gelten das Vestibül mit dem anschließenden Gartensaal sowie der große Salon.

### Die Nebengebäude und das Gutsdorf
Das Herrenhaus, der Gutshof und der Landschaftspark des Anwesens liegen am Wardersee. Die Nebengebäude der Gutsanlage stammen aus verschiedenen Jahrhunderten. Dem Herrenhaus zur Seite gestellt ist das spätbarocke Kavaliershaus aus dem Jahre 1790. Als weitere Bauten sind verschiedene Wirtschaftsgebäude zu nennen, von denen das größte das Torhaus von 1914 ist. Es ist eines der größten Torhäuser Schleswig-Holsteins, in seiner Grundfläche und seinem Volumen übertrifft es das Herrenhaus mehrfach. Nachdem das Gebäude viele Jahre lang vor allem als Getreidespeicher diente, wurde es ab 2008 saniert und zum Hotel umgebaut. Dabei werden frühere Dachgauben rekonstruiert und störende Einbauten des 20. Jahrhunderts entfernt.
Das Gutsdorf Pronstorf hat bis in die Gegenwart ein relativ einheitliches Gesamtbild bewahrt. Mittelpunkt des knapp 100 Einwohner zählenden Ortes ist die noch mittelalterlich geprägte Vicelinkirche, die zugleich Patronatskirche der Gutsherren war. Davon zeugt dort noch heute die unter der Familie Buchwaldt errichtete Patronatsloge.